# Elfryda
Elfryda – imię żeńskie pochodzenia germańskiego, oznaczające „moc elfa” (chroniona przez elfy), a złożone z staroangielskiego słowa ælf połączonego z þryð – „siła, moc”.
Imię rzadkie. W styczniu 2025 r. w rejestrze PESEL, wśród publicznie dostępnych danych dotyczących osób żyjących, wykazano 1867 kobiet o imieniu Elfryda nadanym jako imię pierwsze.
Elfryda imieniny obchodzi 20 maja i 8 grudnia.

## Kobiety noszące imię Elfryda
- Elfriede Blauensteiner
- Elfrida De Renne Barrow
- Elfriede Jelinek